# Aquí hay tomate
Aqui hay tomate è stato uno dei più popolari programmi di gossip della televisione spagnola, trasmesso su Telecinco dal 24 febbraio 2004 al 1º febbraio 2008, dal lunedì al venerdì nell'orario pomeridiano. Dopo la chiusura dei battenti, rimane il sito web del programma.

## Edizioni
- Edizione invernale (2004-2008), presentata da Jorge Javier Vázquez y Carmen Alcayde.
- Edizione estiva (2006-2008), presentata da Miquel Serra e Idoia Bilbao.
- Edizione del sabato dal 2006 (Aquí hay tomate Weekend), presentata da Víctor Sandoval y Cristina Sala
- Edizione della domenica dal 2007 (Aquí hay tomate Weekend), presentata da Carmen Alcayde

## Format
È stato un "programa de corazón" (programma di cronaca rosa), settore del gossip molto in voga in Spagna, e di "chisme" (pettegolezzo), ma anche di approfondimento nella vita privata di "los famosos", cioè i vip spagnoli.
Ha vinto per due anni, dal 2004 al 2005, un ambito premio, il Premios TP de Oro, e si è caratterizzato per lo stile senzazionalista ed aggressivo.
Il carattere umoristico ed invadente del programma ha fatto sì che esso non si rimasto esente da spettacolari arrabbiature di vip, e da querele da parte di alcune vittime nel mirino della notizia al limite della invasione della privacy, come nel caso del calciatore Ronaldinho che nel 2007, ancora giocatore del Barcellona, diede mandato ai legali. Tra i cosiddetti incidenti di percorso rientra anche nel dicembre 2006 l'aggressione ad uno dei membri dell'équipe da parte di uno sconosciuto.

## Critica
La critica televisiva accolse il programma in mosdo discorde, segnalandolo da una parte come uno dei migliori format di "televisione rosa", dall'altra come un degno rappresentante della "telebasura española". (TV spazzatura spagnola).

### Ascolti
Per quanto riguarda l'audience, il maggior ascolto il programma lo fece registrare il 7 febbraio 2007, con la puntata dedicata alla morte di Érika Ortiz, sorella della principessa Letizia Ortiz, nella quale ottenne la media di 3.748.000 spettatori.
- 2002/03 2.036.000 spettatori e 18,3% di share
- 2003/04: 2.843.000 spettatori e 24,3% di share
- 2004/05: 2.976.000 spettatori e 25,1% di share
- 2005/06: 2.882.000 spettatori e 24,0% di share
- 2006/07: 3.090.000 spettatori e 25,7% di share
- 2007/08: 2.588.000 spettatori e 21,5% di share